# Aphanes lusitanica
Aphanes lusitanica é uma espécie de planta com flor pertencente à família Rosaceae.
A autoridade científica da espécie é Frost-Ols., tendo sido publicada em Anales Jard. Bot. Madrid 55: 195. 1997.

## Portugal
Trata-se de uma espécie presente no território português, nomeadamente em Portugal Continental.
Em termos de naturalidade é endémica da região atrás referida.

## Protecção
Não se encontra protegida por legislação portuguesa ou da Comunidade Europeia.